# Senguio (Messico)
Senguio  è una municipalità dello stato di Michoacán, nel Messico centrale, il cui capoluogo è la località omonima.
La municipalità conta 18 427 abitanti (2010) e ha un'estensione di 257,88 km².
Il nome della località in lingua purépecha significa al confine, probabilmente perché si trova nei pressi del confine d'influenza tra i principali imperi pre-ispanici: l'impero purépecha e l'impero azteco.